# مولي كاميرون
مولي كاميرون (بالإنجليزية: Molly Cameron)‏ هي دراجة أمريكية، ولدت في 28 أغسطس 1976 في ويتشيتا فولز في الولايات المتحدة.

## وصلات خارجية
- الموقع الرسمي